# Ankistrus basalis
Ankistrus basalis är en insektsart som beskrevs av Tsaur 1991. Ankistrus basalis ingår i släktet Ankistrus och familjen kilstritar. Inga underarter finns listade i Catalogue of Life.